# Markgrafenbrunnen (Bayreuth)
Der Markgrafenbrunnen zu Bayreuth, im Jahr 1705 eingeweiht, zeigt als zentrale Figur eine Reiterstatue des Markgrafen Christian Ernst. Umgeben ist sie von vier Figurengruppen, die die im Fichtelgebirge entspringenden Flüsse symbolisieren. Der Springbrunnen befindet sich auf dem Residenzplatz in Bayreuth, beiderseits flankiert von Rasenflächen mit Blumenbeeten im Barockstil.

## Entstehungsgeschichte

Altes Schloss mit dem Markgrafenbrunnen im Ehrenhof

Markgraf Christian Ernst ließ sich mit diesem Brunnen für seine Beteiligung an der Befreiung Wiens 1683 von der Belagerung durch die Türken ein Denkmal setzen. Er, der „mit eigener Hand einen türkischen Rossschweif erobert“ haben soll, kam mit reicher Beute und dem Titel Kaiserlicher General der Kavallerie von dem Feldzug zurück.
Der Bildhauer Elias Räntz fertigte den Schmuckbrunnen 1699–1705 im Auftrag des Markgrafen Christian Ernst. Bei seiner Einweihung stand die Anlage im äußeren Hof (Ehrenhof) des Alten Schlosses und wurde 1748 auf die Reitbahn, einen freien Platz westlich des Hofgartens vor den Toren der Stadt, versetzt. Das Neue Schloss, das heute den Hintergrund des Brunnens bildet, entstand erst später. Bei der Umsetzung des Brunnens wurde auf die ursprüngliche Orientierung der Figuren keine Rücksicht genommen, so dass ihre Lage heute nicht mehr mit den Himmelsrichtungen übereinstimmt, die sie symbolisieren.

## Der Brunnen insgesamt

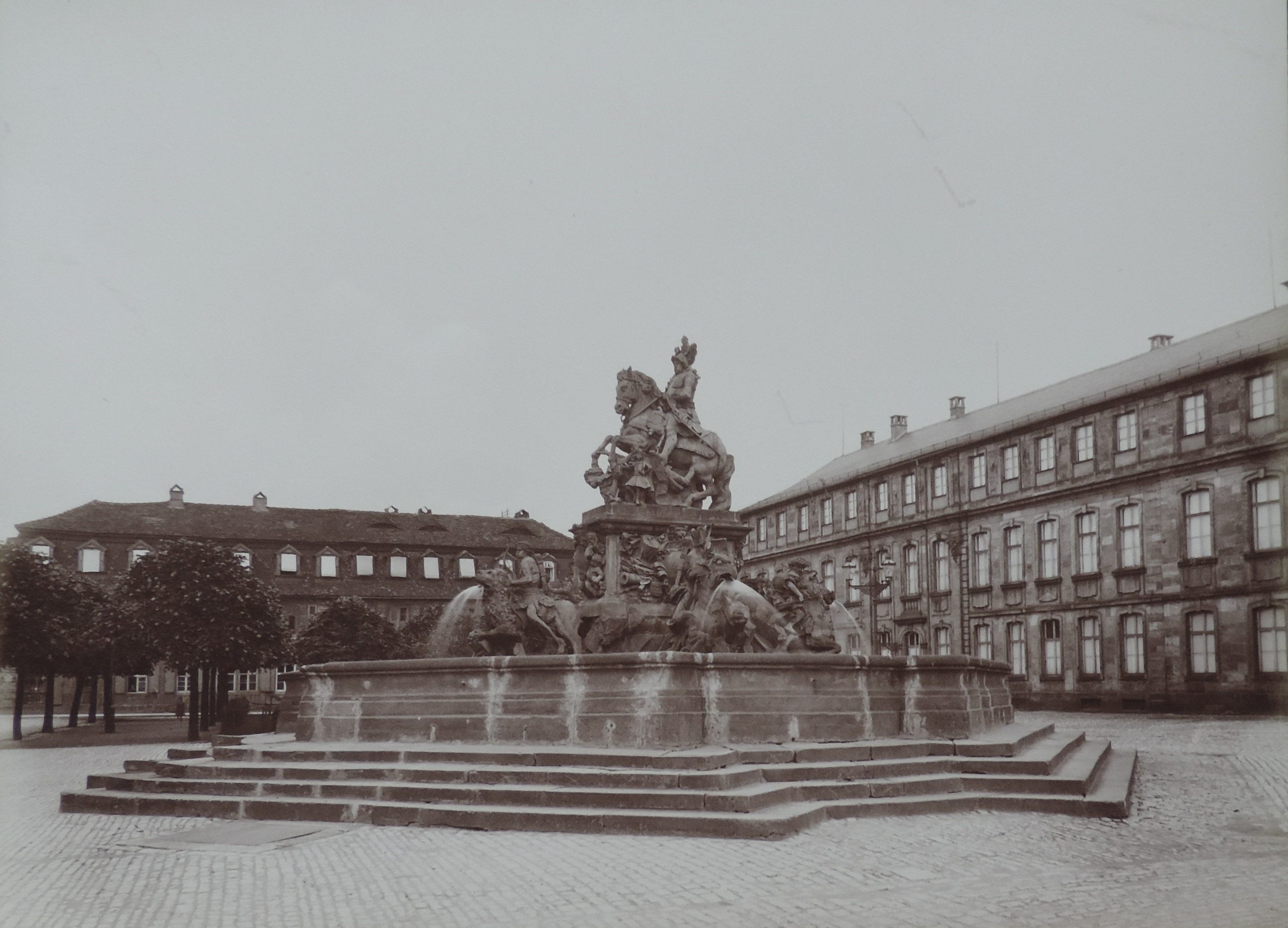
Residenzplatz mit Markgrafenbrunnen, Anfang des 20. Jahrhunderts

Der Brunnen mit seinem achteckigen Becken (vier Ecken sind leicht nach innen eingewölbt) steht erhöht und ist über allseits vier Stufen erreichbar. Er ist symmetrisch gestaltet: auf Straßenniveau ist das Brunnenfundament rund 12,5 m breit und 12,5 m lang, das eigentliche Wasserbecken ist 9 × 9 m groß. Im vom Wasser umspülten Becken befindet sich das
Figurenensemble: die Symbolfiguren stehen auf je einer Fläche von etwa 2,75 m². Sie umgeben das Reiterdenkmal, dessen Postament rund 1,8 m breit und 2,5 m lang ist.
Alle Figuren des Schmuckbrunnens sind in Überlebensgröße gearbeitet. Als Material für das Becken und die Skulpturen diente Sandstein. Das Kunstwerk ist ein geschütztes Kulturdenkmal.

## Hauptfigur

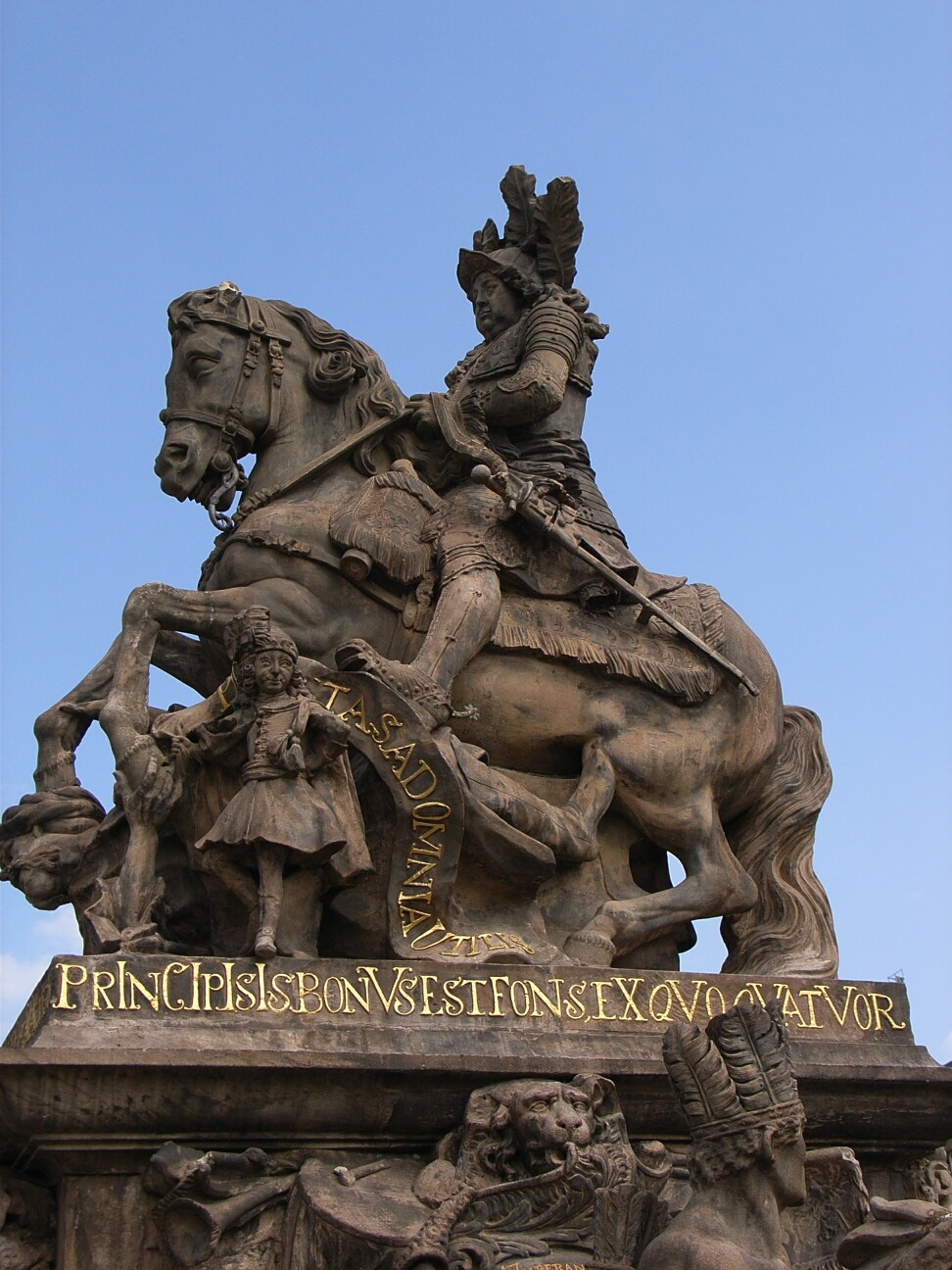
Hauptfigur

Markgraf Christian Ernst ist in Prunkrüstung auf seinem Pferd sitzend dargestellt, er hat ein Schwert umgeschnallt und in der rechten Hand hält er einen Marschallstab. Der Markgraf reitet über einen Türken hinweg, dessen Gesicht schmerzentstellt ist. Auf der anderen Seite des Pferdes steht der Kammerzwerg des Markgrafen, Johann Tramm aus Stammbach, der nicht viel größer als zwei Fuß gewesen sein soll und ein Schild mit der Aufschrift „PIETAS AD OMNIA UTILIS“ (Die Frömmigkeit ist zu allen Dingen nütze) hält. Pferd und Reiter sind geschätzt fünf Meter hoch. Ursprünglich waren die Statuen des Markgrafen und des Kammerzwergs vergoldet.
Elias Räntz nutzte als Vorlage einen Nürnberger Kupferstich aus dem Verlag Paul Fürst Erben, der Markgraf Christian Ernst auf einem sich aufbäumenden Pferd sitzend zeigt. Die praktische Bedeutung des niedergerittenen Türken und des Kammerzwergs liegt darin, dass sie zum Abstützen der Reiterfigur dienen. So schweben die vorderen Hufe des Pferdes nicht in der Luft, was bei dem verwendeten Sandstein zu Problemen geführt hätte.
Als Vorbild diente wohl auch der in Stein verewigte Großvater des Markgrafen Christian Ernst, Markgraf Christian, der sich auf der Plassenburg in Kulmbach über einem Prunktor auf einem sich bäumenden Pferd zu sehen ist.
Kunstkenner sehen auch eine Ähnlichkeit mit dem Reiterstandbild im Erlanger Hofgarten, das ebenfalls von Elias Räntz geschaffen wurde.

## Spruchband
Die Reiterfigur umläuft ein Spruchband: „IPSO SERENISS NATAL D. 27. IV L. AN. AET. 56“, das auf eine Fertigstellung zum 56. Geburtstag des Markgrafen deutet. Vermutlich war jedoch nur die Hauptfigur zu diesem Zeitpunkt fertig. Weiter lautet das Spruchband: „PRINCIPIS IS BONVS EST FONS, EX QVO QVATVOR [AQVAE] ORBIS AD PARTES MOENVS, NABA, SALA, EGRA RVVNT“ (Dies ist der treffliche Fürstenbrunnen, aus dem die Flüsse Main, Naab, Saale, Eger nach den vier Himmelsgegenden fließen). Im Zuge von Renovierungen verschwand das ursprünglich vorhandene Wort AQVAE, weshalb der heutige Text kein Distichon mehr ist.
Der Text des Spruchbands stellt ein Chronogramm dar: Die in Fettdruck dargestellten Buchstaben sind auf dem Brunnen größer als die anderen Buchstaben des Textes. Las man sie als römische Zahlzeichen und bildete ihre Summe, ergab sich das Fertigstellungsjahr der Anlage, nämlich 1705.

## Die unteren Figurengruppen: Vier Flüsse – vier Kontinente
Im unteren Teil des Standbilds befinden sich vier Figurengruppen, gebildet jeweils von einer Person, die auf einem wasserspeienden Tier bzw. Fabelwesen sitzt. Die Wasserströme symbolisieren die vier Flüsse, die im Fichtelgebirge entspringen. Ihren Hauptfließrichtungen entsprachen bei der Erstaufstellung die vier Himmelsrichtungen. Jedem Fluss ist eine Figurengruppe zugeordnet. Diese symbolisiert den Kontinent, der, vom Fichtelgebirge aus gesehen, in der entsprechenden Himmelsrichtung liegt. Die Schmuckanlage wird nachts beleuchtet.